# Fatumean
| \| \| |
|       |

|  |

Fatumean (deutsch: „roter Berg“) ist ein osttimoresisches Verwaltungsamt (portugiesisch Posto Administrativo) in der Gemeinde Cova Lima. Verwaltungssitz ist Fatumea (Fatumean).

## Geographie

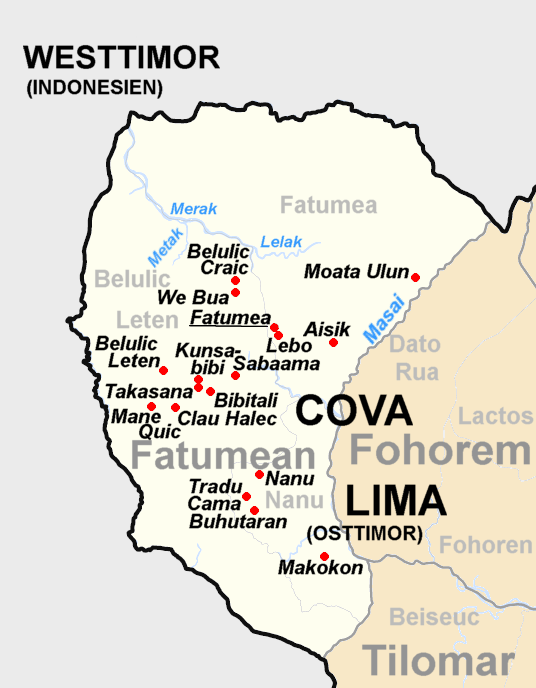
Orte und Flüsse in Fatumean (Grenzen bis 2015)

Fatumean liegt im äußersten Nordwesten Cova Limas. Im Osten grenzt es an das Verwaltungsamt Fohorem und im Südosten an Tilomar. Ansonsten ist Fatumean vom indonesischen Westtimor umrahmt.
Bis 2014 wurden die Verwaltungsämter noch als Subdistrikte bezeichnet. Die Gebietsreform 2015 hatte keine merklichen Änderungen an den Außengrenzen von Fatumean. Zuvor verzeichnete man für das Verwaltungsamt eine Fläche von 132,60 km². Die Vermessung nach der Reform ergab 132,10 km².
Das Verwaltungsamt teilt sich in drei Sucos: Belulic Leten (Beluluik Leten, Betulik Leten, wörtlich: „Ober-Belulik“), Fatumea (Fatumean) und Nanu. Bis 2003 unterteilte man Fatumean in die vier Sucos Alasleten (entspricht dem heutigen Fatumea), Belulik Kraik („Unter-Belulik“, der Norden vom heutigen Belulik Leten), Belulik Leten (der westliche und der südliche Teil von Nanu) und Nano Dakolo (der nordöstliche Teil des heutigen Nanus).

Klimadaten
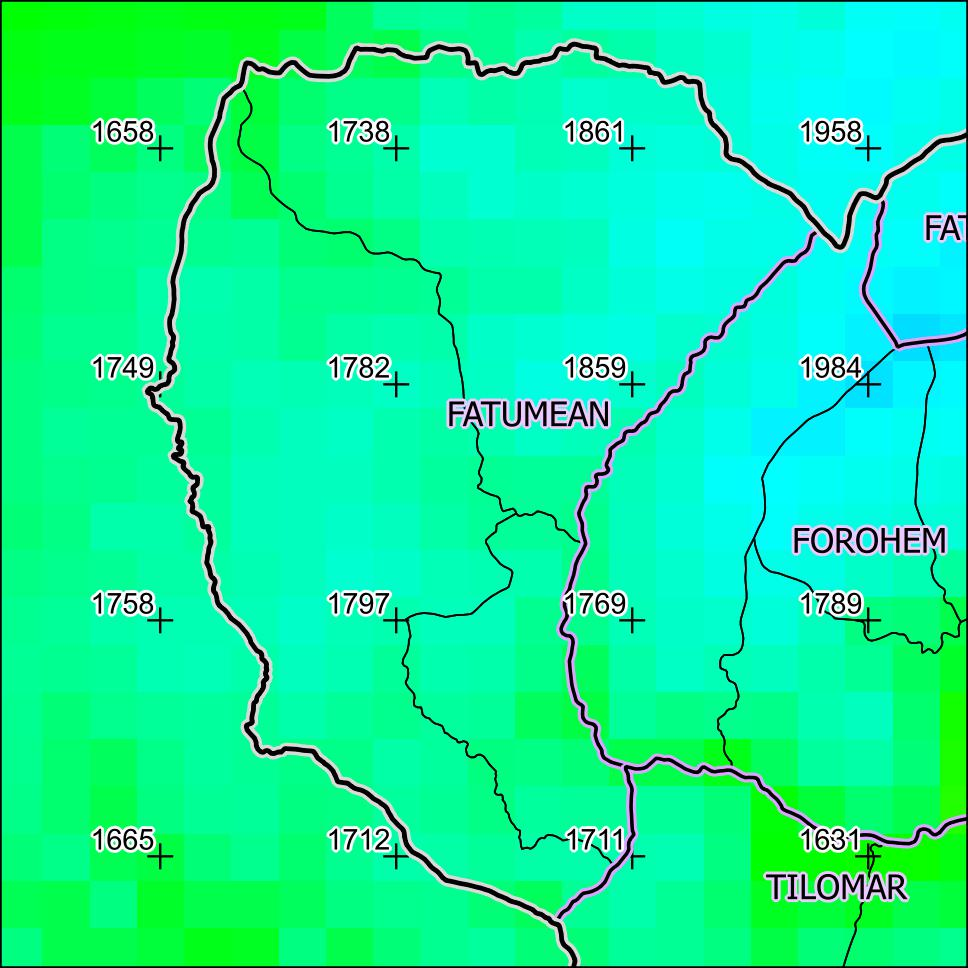
Jährliche Niederschlagsmenge (2000)
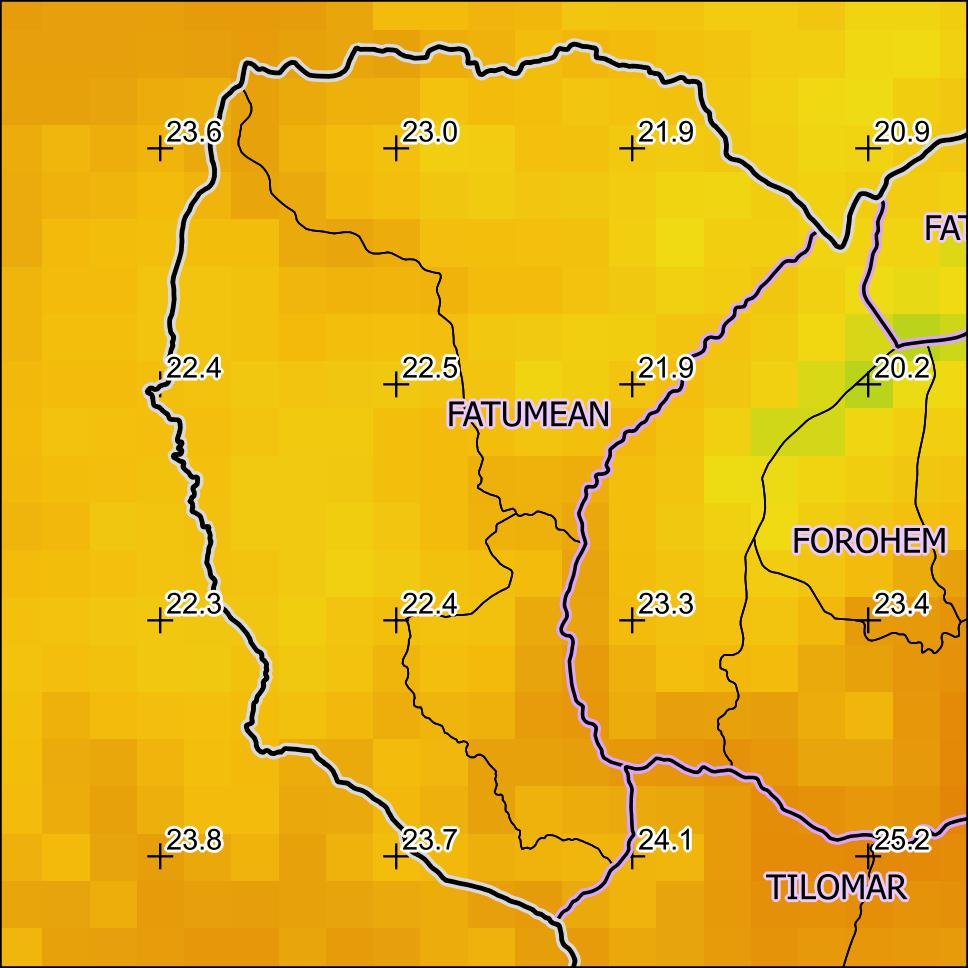
Jahresdurchschnitts-temperatur (2000)

## Einwohner

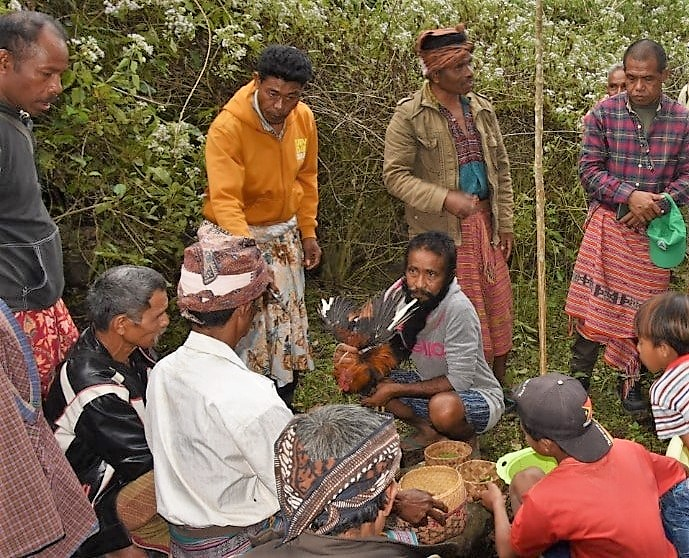
Tara-Bandu-Zeremonie in Nanu

In Fatumean leben 3.648 Menschen (2022), davon sind 1.879 Männer und 1.769 Frauen. Im Verwaltungsamt gibt es 844 Haushalte. Die größte Sprachgruppe bilden die Sprecher des Tetum Terik, eines Dialekts der Amtssprache Tetum. Eine große Minderheit spricht die Nationalsprache Bunak. Der Altersdurchschnitt beträgt 16,7 Jahre (2010, 2004: 16,0 Jahre).

## Geschichte
Von der vorkolonialen Geschichte Timors gibt es nur mündliche Überlieferungen, da die Völker der Insel keine Schrift verwendeten. Ursprünglich beherrschten demnach fünf Königreiche die Kernregion der Gemeinde: Camenaça (Kamenasa), Suai, Maucatar, Taroman und Fohorem. Fohorem dominierte die anderen Reiche durch Diplomatie, Heiratspolitik und Eroberungszüge gegen andere Reiche der Region. Nachdem der Liurai von Fohorem sich die Oberhoheit über die Region gesichert hatte, übergab er jeder seiner fünf Töchter ein eigenes Königreich als Lehen. Diese leisteten im Gegenzug Tribut in Form von land- und forstwirtschaftlichen Produkten. Eine andere Quelle gibt an, dass sich zunächst die drei Reiche Fatumean, Lookeu und Dakolo zur Koalition Uma Tolu („Drei Häuser“) zusammenschlossen. Erst nach einem Krieg gegen die Portugiesen kamen die Reiche Sisi und Maudemi dazu und es entstand Koba Lima als Bündnis von fünf tetumsprachigen Reichen. Durch Verballhornung wurde aus „Koba“ später „Cova“. Durch die koloniale Grenzziehung, mit dem Vertrag von Lissabon, zwischen den Niederlanden und Portugal, kamen Sisi, Maudemi und die Hälfte Lookeus zum heute indonesischen Westtimor, während der Rest von Lookeu, Fatumean und Dakolo heute Teil der zu Osttimor gehörenden Gemeinde Cova Lima sind. Noch heute bestehen Bindungen über die Grenze hinweg.
Im März 1895 startete der portugiesische Gouverneur José Celestino da Silva eine Offensive gegen Fatumean und andere Reiche. Fatumean hatte bis dahin seine relative Unabhängigkeit gegenüber den europäischen Kolonialmächten bewahren können, was Celestino da Silva ein Dorn im Auge wurde. Laut dem Gouverneur weigerte sich der Liurai Fahik mit den Portugiesen zusammenzuarbeiten. Die gesamte Kaffeeernte seines Reiches im Wert von 660.000 Reis exportierte er über den Hafen von Atapupu, der unter niederländischer Kontrolle stand.
Der Krieg gegen Fatumean und benachbarte Reiche begann im März 1895. Krieger aus Fatumean besetzten zeitweise das Fort von Batugade, als dessen Besatzung an einem anderen Ort kämpfte, doch im September 1895 musste Fahik nach drei Tagen Schlacht, zusammen mit den anderen beiden Herrschern von Uma Tolu mit Portugal einen schriftlichen Vertrag über seinen Vasallenstatus schließen.
Um den Angriffen der indonesischen Armee 1976 zu entgehen, flohen die meisten Einwohner der Verwaltungsämter Fohorem, Fatululic, Fatumean und Tilomar zum Berg Taroman. Andere flohen in die Dörfer Dato Tolu, Fatuloro, Taroman und Lactos.
Herrscher von Fatumean
- Grinaldo Pereira (etwa 1769)
- Fahik (1895)
- Kiaren Taek (1928)
- Clara Assi (1942/45)

## Politik

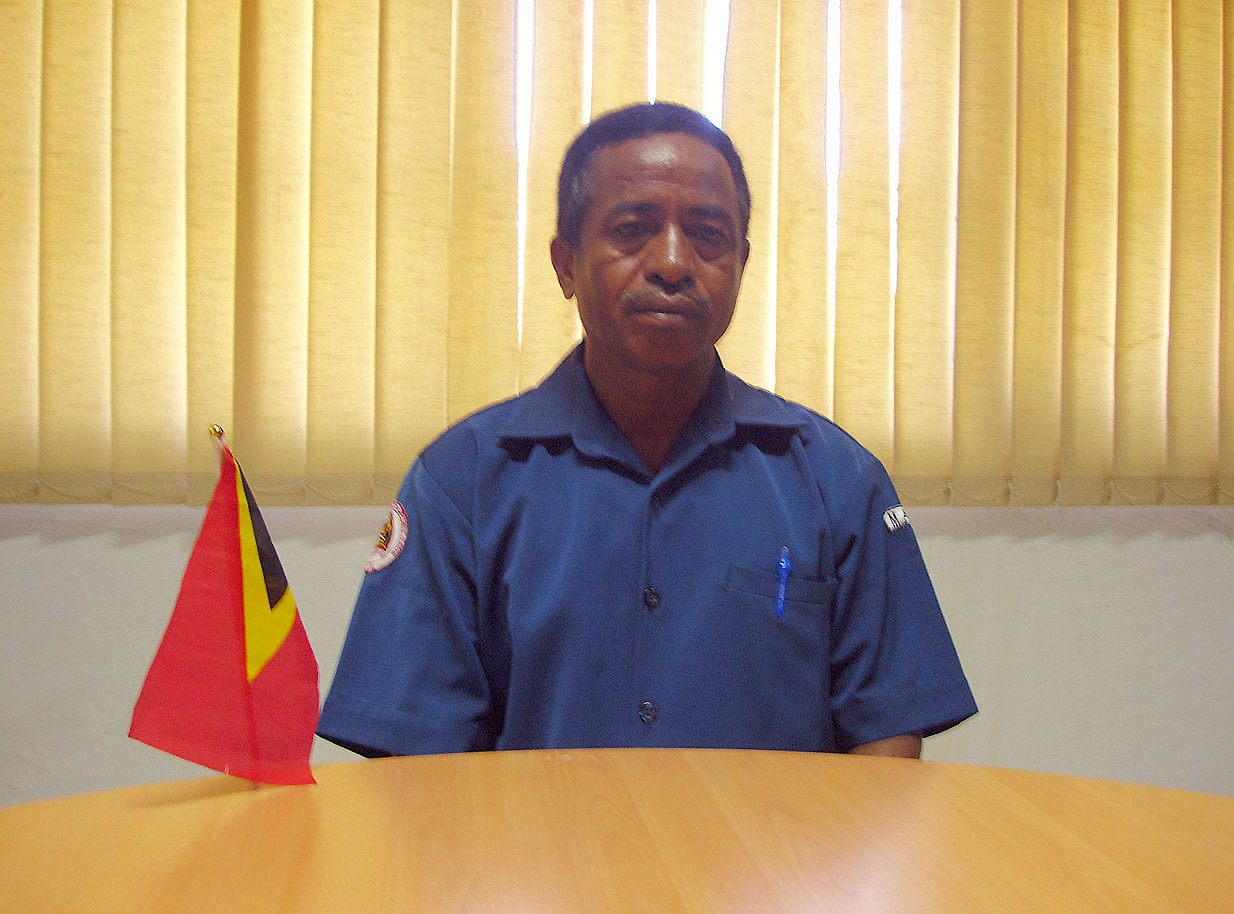
Administrator Martinho Pires (2013)

Der Administrator des Verwaltungsamts wird von der Zentralregierung in Dili ernannt. 2015 war dies Martinho Pires und 2016 Filomeno Cardoso. Am 29. Januar 2024 wurde Cesar Madeira Amaral zum Administrator ernannt.

## Wirtschaft
73 % der Haushalte im Verwaltungsamt bauen Mais an, 66 % Maniok, 60 % Gemüse, 49 % Reis, 58 % Kokosnüsse und 42 % Kaffee.